# Tockus rufirostris
Il buceretto beccorosso meridionale (Tockus rufirostris (Sundevall, 1850)) è un uccello della famiglia dei Bucerotidi originario dell'Africa australe, fino a poco tempo fa considerato una sottospecie del buceretto beccorosso (T. erythrorhynchus).

## Descrizione

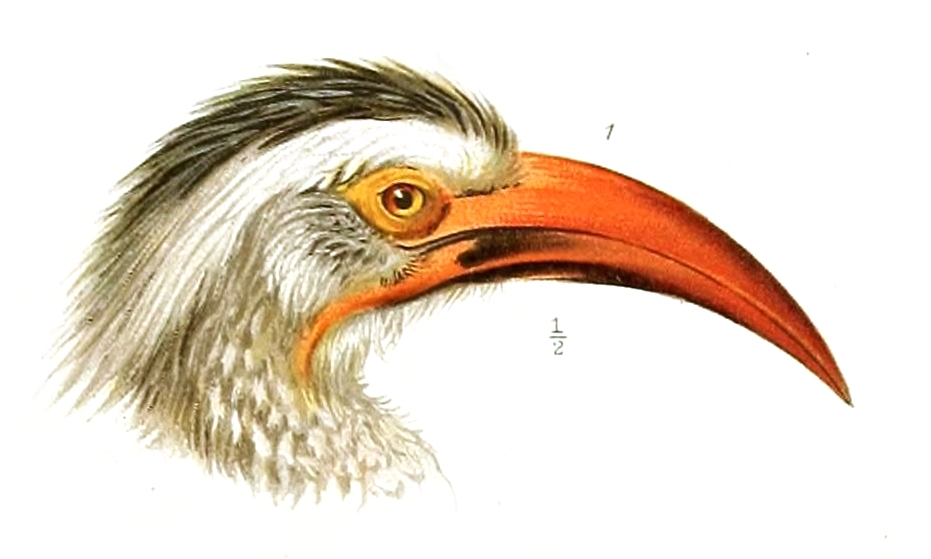
Primo piano della testa.

### Dimensioni
Misura 35 cm di lunghezza, per un peso di 124-185 g nel maschio e di 90-151 g nella femmina.

### Aspetto
Questo piccolo bucero bianco e nero si distingue principalmente per le ali maculate, le timoniere esterne bianche e il lungo becco ricurvo rosso. Si differenzia dal buceretto beccorosso (T. erythrorhynchus) non solo per le maggiori dimensioni, ma per avere la faccia e la parte alta del petto di un colore grigio più scuro e per avere meno nero sul becco; inoltre, la sua pelle facciale è color carne e gli occhi sono gialli. Contrariamente a quello della maggior parte delle altre specie di bucero, il becco non è sormontato da un casco cavo.
La femmina è più piccola del maschio; più piccola è anche la macchia nera che adorna il ramo inferiore del becco. I giovani assomigliano al maschio adulto, ma hanno il becco più corto e di colore arancio chiaro.

### Voce
Il buceretto beccorosso meridionale emette degli starnazzi simili a dei kok-kok-kok-kokok-kokok-koko che aumentano di cadenza e volume.

## Biologia
I buceretti beccorosso meridionali trovano la maggior parte del nutrimento a terra. Catturano i piccoli insetti scavando nello sterco e tra i detriti.
Si uniscono spesso in gruppi misti e in certe regioni, durante la stagione secca, si radunano in stormi che possono comprendere varie centinaia di individui. In Zimbabwe, nella valle dello Zambesi e sulle sponde di alcuni laghi, si segnala talvolta l'afflusso di molti esemplari che effettuano degli spostamenti locali durante la ricerca di cibo.

### Alimentazione
I buceri beccorosso meridionali si nutrono di coleotteri, termiti, larve di mosca e cavallette. Gli invertebrati costituiscono la maggior parte della loro dieta, ma questi uccelli non disdegnano piccoli vertebrati come gechi, nidiacei e roditori. Mangiano anche alcuni frutti e, durante la stagione secca, sembrano apprezzare i semi.

### Riproduzione

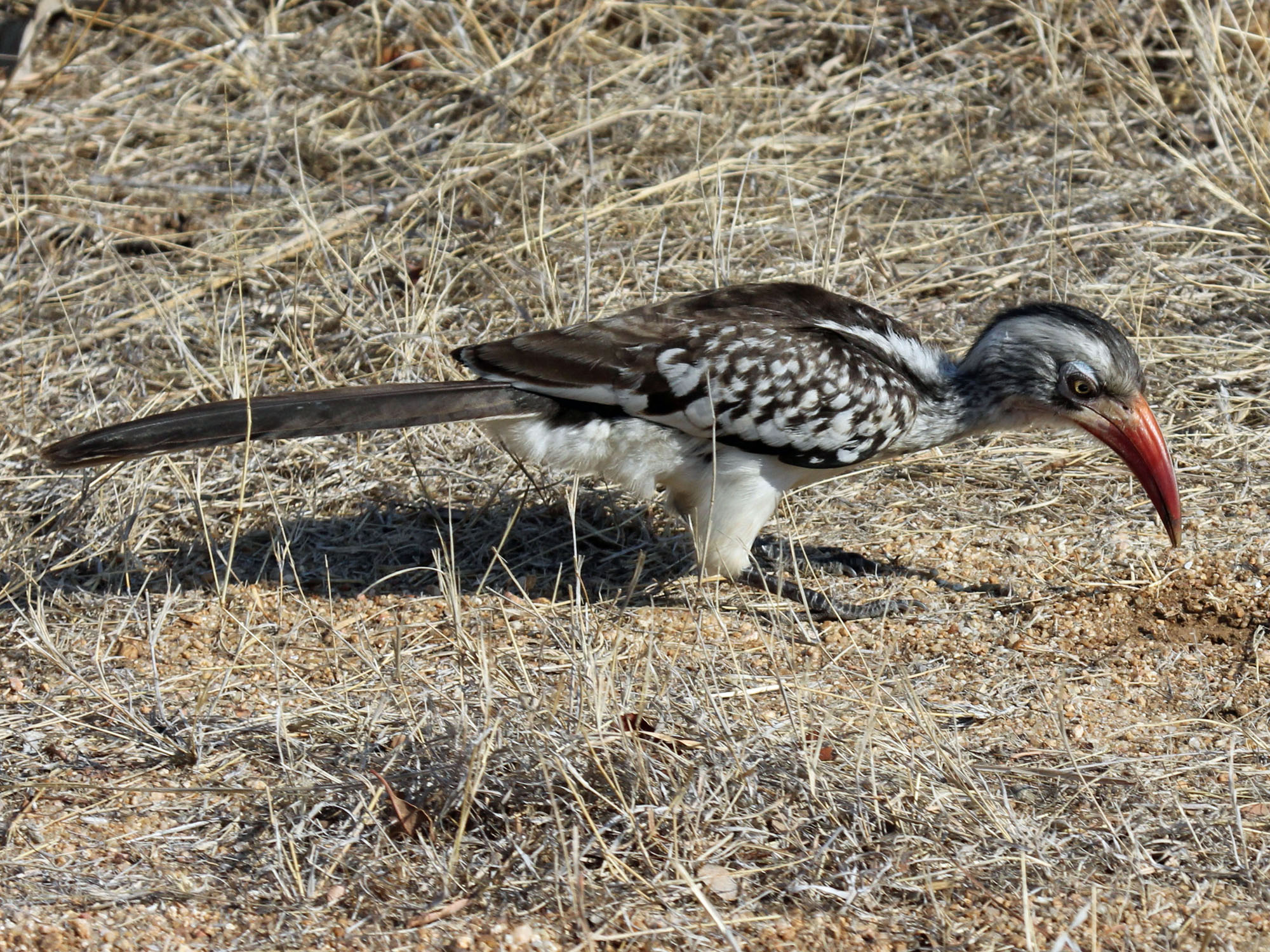
Una femmina in Sudafrica.

La deposizione delle uova ha luogo generalmente dalle 4 alle 7 settimane dopo l'inizio della stagione delle piogge. La stagione della nidificazione avviene in febbraio-marzo in Namibia e da settembre a febbraio nella parte meridionale del continente. Le coppie difendono accanitamente il loro territorio. Il nido è situato nella cavità naturale di un albero ad un'altezza compresa tra 30 centimetri e 9 metri dal suolo. Utilizzano anche nidi abbandonati di barbetti o di picchi o alveari situati all'interno di un vecchio ceppo.
L'interno del nido viene rivestito con foglie verdi o con alcuni pezzi di corteccia ed erba secca. Il maschio si occupa della scelta del sito di nidificazione e assiste la compagna trasportandole i materiali che verranno utilizzati per sigillare l'ingresso. Infatti, una volta deposte le uova, la femmina chiude l'entrata del nido con i propri escrementi e con resti di cibo. Talvolta non esita a impossessarsi del nido di un'altra specie di bucero, anche se contiene già dei nidiacei.
La covata comprende da 2 a 7 uova che vengono deposte in un intervallo da 1 a 7 giorni. L'incubazione dura da 23 a 25 giorni e inizia non appena viene deposto il primo uovo. La femmina e i giovani vengono nutriti dal maschio grazie alla sottile apertura che questa ha lasciato quando si è chiusa nel nido con la sua covata. Tra 16 e 24 giorni dopo la schiusa, la madre rompe la parete che li tiene prigionieri ed emerge dall'entrata con il più vecchio dei nidiacei. L'involo definitivo ha luogo solo dopo 39-50 giorni. La femmina approfitta della permanenza nella cavità per effettuare la muta delle remiganti e delle timoniere.

## Distribuzione e habitat
I buceretti beccorosso meridionali occupano una fascia di territorio che dall'Angola meridionale e dalla Namibia nord-orientale giunge fino al Malawi meridionale ad est e al Sudafrica nord-orientale a sud. Frequentano le savane aperte e le zone alberate non troppo fitte, in particolare quelle dotate di un rado sottobosco. Visitano anche le aride boscaglie spinose.